# Liste der Hochhäuser in North Dakota
In der Liste der Hochhäuser in North Dakota werden die Hochhäuser im US-Bundesstaat North Dakota ab einer strukturellen Höhe von 30 Metern aufgezählt. Das bedeutet die Höhe bis zum höchsten Punkt des Gebäudes ohne Antenne. Aufgezählt werden nur fertiggestellte und im Bau befindliche Gebäude.

## Auflistung der Hochhäuser nach Höhe
| Nr. | Name                           | Stadt       | Höhe   | Etagen | Baujahr | Status |
| --- | ------------------------------ | ----------- | ------ | ------ | ------- | ------ |
| 1.  | North Dakota State Capitol     | Bismarck    | 73,8 m | 19     | 1934    | Erbaut |
| 2.  | Radisson Hotel Fargo           | Fargo       | 63,2 m | 18     | 1985    | Erbaut |
| 3.  | Lashkowitz High Rise           | Fargo       | 62,2 m | 22     | 1970    | Erbaut |
| 4.  | Milton Young Towers            | Minot       | 46,3 m | 14     | 1972    | Erbaut |
| 5.  | Canad Inns Destination Center  | Grand Forks | 38,4 m | 13     | 2007    | Erbaut |
| 6.  | Patterson Place                | Bismarck    | 38,1 m | 10     | 1911    | Erbaut |
| 7.  | Bank of the West Tower         | Fargo       | 36,4 m | 10     | 1973    | Erbaut |
| 8.  | Radisson Hotel Bismarck        | Bismarck    | 34,3 m | 9      | 1984    | Erbaut |
| =   | Trinity Plaza                  | Minot       | 34,3 m | 8      | 1962    | Erbaut |
| 10. | American Federal Bank Building | Fargo       | 34 m   | 8      |         | Erbaut |
| 11. | Henry Towers                   | Minot       | 33,1 m | 10     | 1977    | Erbaut |
| =   | Nordgaard Hall                 | Wahpeton    | 33,1 m | 10     |         | Erbaut |
| 13. | Black Building                 | Fargo       | 32,8 m | 9      | 1931    | Erbaut |
| 14. | New Horizons Manor             | Fargo       | 32,2 m | 10     | 1973    | Erbaut |